# بان أم رحلة 845
بان أم الرحلة 845 هي رحلة طيران تحطمت في مطار سان فرانسيسكو الدولي في 30 يوليو 1971 بعد إقلاعها من لوس أنجلوس إلى طوكيو عبر سان فرانسيسكو وعلى متنها 199 راكبا و19 من أفراد الطاقم وكان الكابتن الأمريكي على وشك أن يقلع من سان فرانسيسكو وبسبب الإقلاع غير الصحيح بسبب جمع ونشر المعلومات المطار وأستخدام الطائرات وطاقم قليل الإدارة والانضباط مما يجعل العمل الجماعي غير فعال لنظام التحكم التشغيلي للناقل الجوي لشركة بان إمريكان اصطدمت الطائرة بعمود إنارة صغيرة عند المطار والطريق السريع المقابل للمدرج الخاطئ مما أدى إلى إصابة الطائرة بأضرار بالغة ولكن جميع الركاب والطاقم البالغ عددهم 218 شخصا نجوا من الحادث. وبعد 18 سنة من الحادث وقعت حادثتان لطيران بان أم هي كارثة مطار تنريف وقضية لوكربي. وكانت بان أم أحد شركات الطيران الأمريكية الأكثر ازدحاما في العالم، ولكنها أفلست في 8 ديسمبر 1991 بعد حوادثها المدمرة.